# العلاقات السلوفينية الموريتانية
العلاقات السلوفينية الموريتانية هي العلاقات الثنائية التي تجمع بين سلوفينيا وموريتانيا.

## مقارنة بين البلدين
هذه مقارنة عامة ومرجعية للدولتين:
| وجه المقارنة                                              | سلوفينيا                                                      | موريتانيا                 |
| --------------------------------------------------------- | ------------------------------------------------------------- | ------------------------- |
| المساحة (كم2)                                             | 20.27 ألف                                                     | 1.03 مليون                |
| عدد السكان (نسمة)                                         | 2.07 مليون                                                    | 4.42 مليون                |
| الكثافة السكانية (ن./كم²)                                 | 102.12                                                        | 4.29                      |
| العاصمة                                                   | ليوبليانا                                                     | نواكشوط                   |
| اللغة الرسمية                                             | اللغة السلوفينية، اللغة الإيطالية، لغة مجرية                  | اللغة العربية، لغة فرنسية |
| العملة                                                    | يورو، تولار سلوفيني                                           | أوقية موريتانية، أوقية ‏   |
| الناتج المحلي الإجمالي (بليون دولار)                      | 48.77 مليار                                                   | 5.02 مليار                |
| الناتج المحلي الإجمالي (تعادل القوة الشرائية) بليون دولار | 66.01 مليار                                                   |                           |
| الناتج المحلي الإجمالي الاسمي للفرد دولار أمريكي          | 20.73 ألف                                                     |                           |
| الناتج المحلي الإجمالي للفرد دولار أمريكي                 | 30.40 ألف                                                     | 3.91 ألف                  |
| مؤشر التنمية البشرية                                      | 0.880                                                         | 0.506                     |
| رمز المكالمات الدولي                                      | +386                                                          | +222                      |
| رمز الإنترنت                                              | .si                                                           | .mr                       |
| المنطقة الزمنية                                           | توقيت وسط أوروبا، ت ع م+01:00، ت ع م+02:00، أوروبا/ليوبليانا ‏ | 00                        |

## منظمات دولية مشتركة
يشترك البلدان في عضوية مجموعة من المنظمات الدولية، منها:
| علم المنظمة | اسم المنظمة                               | تاريخ انضمام سلوفينيا | تاريخ انضمام موريتانيا |
| ----------- | ----------------------------------------- | --------------------- | ---------------------- |
|             | وكالة ضمان الاستثمار متعدد الأطراف        | 19 مارس 1993          | 8 سبتمبر 1992          |
|             | منظمة الشرطة الجنائية الدولية             | ?                     | ?                      |
|             | منظمة حظر الأسلحة الكيميائية              | ?                     | ?                      |
|             | منظمة التجارة العالمية                    | ?                     | 31 مايو 1995           |
|             | البنك الدولي للإنشاء والتعمير             | 25 فبراير 1993        | 10 سبتمبر 1963         |
|             | الأمم المتحدة                             | 22 مايو 1992          | 27 أكتوبر 1961         |
|             | مؤسسة التمويل الدولية                     | 25 فبراير 1993        | 29 ديسمبر 1967         |
|             | يونسكو                                    | 27 مايو 1992          | 10 يناير 1962          |
|             | مؤسسة التنمية الدولية                     | 25 فبراير 1993        | 10 سبتمبر 1963         |
|             | الاتحاد البريدي العالمي                   | ?                     | ?                      |
|             | المركز الدولي لتسوية المنازعات الاستشارية | 6 أبريل 1994          | 14 أكتوبر 1966         |
|             | الاتحاد الدولي للاتصالات                  | 16 يونيو 1992         | 18 أبريل 1962          |

## وصلات خارجية
- موقع وزارة الخارجية السلوفينية